# Glyptostrobus pensilis
Glyptostrobus pensilis — вид хвойних рослин родини кипарисових. Цей єдиний вид роду Glyptostrobus росте на субтропічному південному сході Китаю, а також дуже локально на півночі В'єтнаму і в Лаосі.

## Систематика
Цей вид був описаний в 1828 році під таксоном Thuja pensilis англійським ботаніком Ейлмером Бурком Ламбертом у другому виданні роботи A description of the genus Pinus у співпраці з Девідом Доном; сам опис був віднесений в 1801 померлому ірландському ботаніку Джорджу Леонарду Стонтону. Австрійський ботанік Штефан Ендліхер послався у 1847 році на вид під таксоном Glyptostrobus heterophyllus у новоствореному окремому роді Glyptostrobus. Німецький ботанік Карл Генріх Кох у 1873 році зафіксував новий рід, але назвав чинним епітет pensilis як старший.

## Палеоботаніка
Під час крейдяного періоду види Glyptostrobus були одними з найпоширеніших представників родини кипарисових (Cupressaceae). Рід був раніше поширений у багатьох частинах північної півкулі. Найбільше поширеним вони мали в палеоцені, були важливими деревами вугільних боліт. Викопні останки видів, є головною мішенню дослідження еволюції насіння рослин.

## Поширення, екологія
Країни поширення: Китай (Фуцзянь, Гуандун, Гуансі, Хайнань, Цзянсі, Сичуань, Юньнань), Лаос, В'єтнам. Це сонцелюбний вид, нетерпимий до конкуренції і, як правило, зростає в чистих поселеннях або поодиноко вздовж струмків. У Китаї в основному зустрічаються у заплавах річок і в дельтах, завжди поруч або у воді; також широко посаджений по річках і каналах. У В'єтнамі та Лаосі зустрічається вздовж струмків і в сезонно затоплюваних районах на висотах між 500 і 700 м над рівнем моря. Вид теплого і вологого клімату. Опадів у природному ареалі до 1600 мм/рік. Вид адаптований до мінливого рівня води. pH має бути 7–8. 

## Морфологія

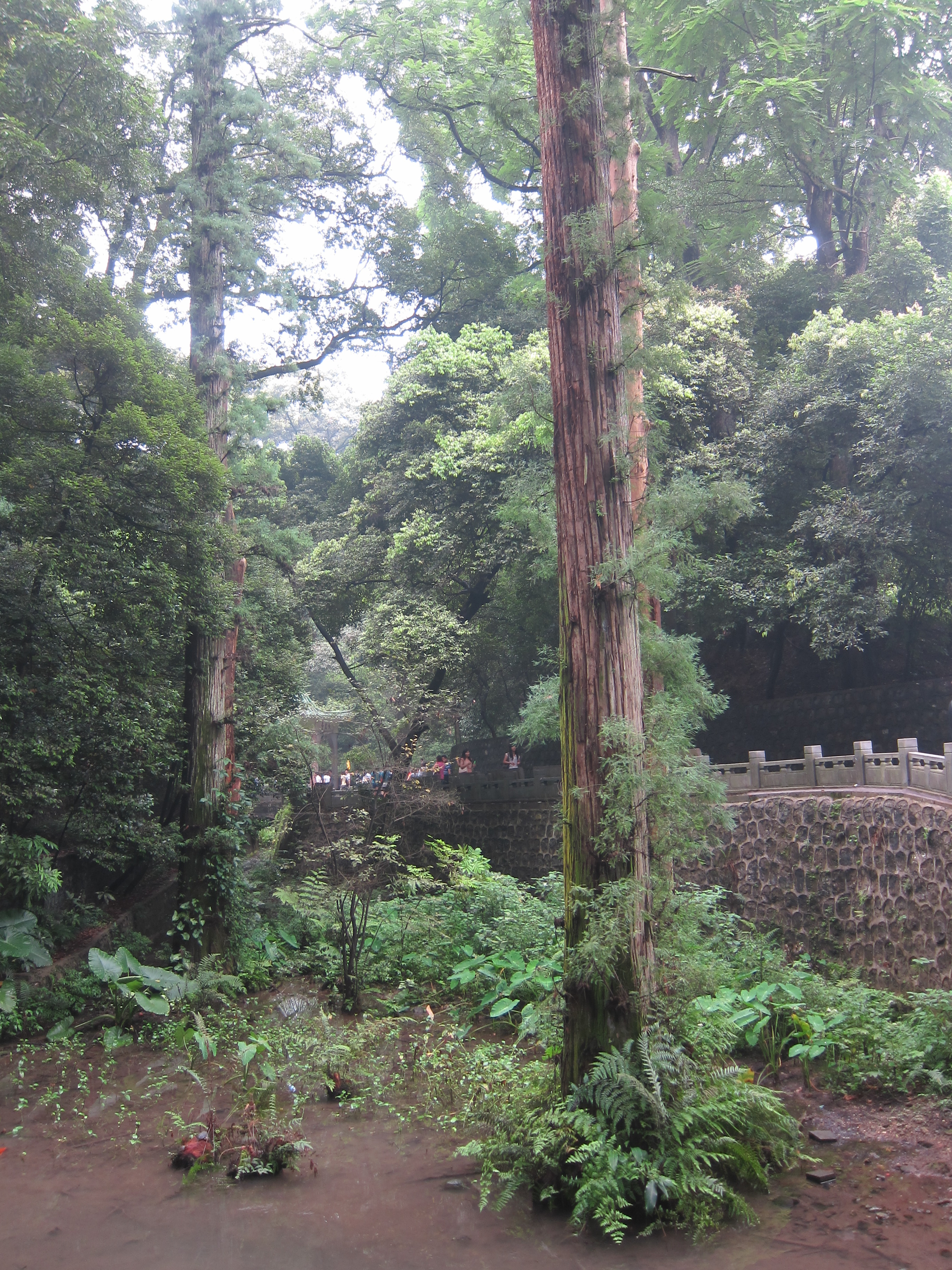
від 400 до 500-річних дерев у храмі Нанхуа

Дерево 20–30 м у висоту і 60–70(120) см діаметра. Крона конічна, нижні гілки розлогі, верхні більш прямі. Має «дихаючі корені», як у Taxodium, які ростуть з бічних коренів, і поширюватися до 6–7 м навколо основи дерева. Кора товста, сіро-коричнева, поздовжньо потріскана. Пагони двох видів, довгі і короткі. Листки опадні, делікатно-зелені, коли молоді, густо-коричневі восени; 5–20 мм у довжину і 1–2 мм у ширину, але 2–3 мм у довжину і лускоподібні, які ростуть на пагонах у верхній частині крони. Пилкові шишки на коротких пагонах. Жіночі шишки грушоподібні або яйцеподібні, довжиною 12–18 мм. Шишкові луски обернено-яйцеподібні, тонкі. Коричневе насіння яйцеподібне або довгасте, 5–6 мм завдовжки, шириною 3–4 мм з сокиро-подібним крилом довжиною близько 3 мм. Вага тисячі насіння становить близько 12.5 грама. Сім'ядолі 4–5. 2n = 22.
Вид схожий на Taxodium, від якої він відрізняється тим, що має грушоподібні, на довгих ніжках шишки, обернено-яйцюваті луски, і мале крилате насіння. 

## Використання
М'яка, жовтувата деревина, як і в більшості кипарисових стійка до розпаду і знаходить застосування в Китаї, починаючи від меблів до будівництва мостів. Деревина коренів дуже легка і, завдяки своїй плавучості використовується в Китаї, щоб робити кільця для порятунку життя. Цей вид широко культивується на півдні Китаю і саджається по річках і каналах, а також у парках. У В'єтнамі деревина високо цінується для ремесел і як вважають, має протиракові властивості, хоча немає жодних наукових доказів на підтримку цього.

## Загрози та охорона
У Китаї та В'єтнамі втрати середовища проживання в зв'язку з інтенсивним сільським господарством стало основною причиною скорочення населення. Субпопуляції у В'єтнамі знаходяться в кавових плантацій, рівень ґрунтових вод був змінений і дерева більше не виробляють якісне насіння. Незаконні рубки живих і мертвих насаджень в межах заповідників зафіксоване.